# Садуллапур
Садуллапур (бенг. সাদুল্লাপুর, англ. Sadullapur) — город на севере Бангладеш, административный центр одноимённого подокруга. Площадь города равна 6,38 км². По данным переписи 2001 года, в городе проживало 10 461 человек, из которых мужчины составляли 50,71 %, женщины — соответственно 49,29 %. Плотность населения равнялась 1640 чел. на 1 км². Уровень грамотности населения составлял 33,2 % (при среднем по Бангладеш показателе 43,1 %). 